# 新塞哥維亞省
新塞哥維亞省是尼加拉瓜的一個省，位於該國西北部。全國最高點莫戈通峰位於北部與宏都拉斯接壤的邊界上。面積3,123平方公里，2005年人口211,200人。首府奧科塔爾。
下分12市。